# راسيل ارين
راسيل ارين (10 سبتمبر 1971 - ) (بالإنجليزية: Russell Warren)‏ هو لاعب كريكت بريطاني.

## وصلات خارجية
- راسيل ارين على موقع إي آس بي آن كريك إنفو (الإنجليزية)